# Ikuzo Saito
Ikuzo Saito (n. 11 august 1960, Matsusaka, Japonia) este un luptător ce a reprezentat Japonia, medaliat olimpic. A participat la 2 ediții ale Jocurilor Olimpice (1984, 1988) în care a câștigat o medalie de bronz.